# Simla (Colorado)
Simla è un centro abitato (town) degli Stati Uniti d'America, situato nella contea di Elbert dello Stato del Colorado. Nel censimento del 2000 la popolazione era di 728 abitanti.

## Geografia fisica
Secondo i rilevamenti dell'United States Census Bureau, Simla si estende su una superficie di 1,4 km².